# Eime
Eime település Németországban, azon belül Alsó-Szászország tartományban. Lakosainak száma 2570 fő (2023. december 31.). Eime Duingen és Elze községekkel határos.

## Népesség
A település népességének változása:
| Lakosok száma | 2591 | 2588 | 2578 | 2559 | 2580 | 2570 |
|               | 2016 | 2017 | 2019 | 2021 | 2022 | 2023 |